# Per Carlén
Per Carlén, né le 19 novembre 1960 à Karlstad, est un ancien handballeur international suédois évoluant au poste de pivot.
En 2014, Dagens Nyheter, un quotidien suédois, le place 114e dans un classement reprenant les 150 plus grands sportifs suédois de tous les temps.

## Palmarès

### En club
- Championnat de Suède (3) : 1978-1979 (avec HK Drott Halmstad), 1982-1983 (avec IK Heim), 1991-1992 (avec Ystads IF)

### En équipe nationale
Per Carlén compte 329 sélections et 1 032 buts en équipe nationale de Suède entre 1982 et 1996
Jeux olympiques
- Médaille d'argent aux Jeux olympiques d'été de 1992 de Barcelone,  Espagne
- Médaille d'argent aux Jeux olympiques d'été de 1996 d'Atlanta,  États-Unis
- 5e place aux Jeux olympiques d'été de 1984 de Los Angeles,  États-Unis
- 5e place aux Jeux olympiques d'été de 1988 de Séoul,  Corée du Sud

Championnats du monde
- Médaille d'or au Championnat du monde 1990,  Tchécoslovaquie
- Médaille de bronze au Championnat du monde 1993,  Suède
- Médaille de bronze au Championnat du monde 1995,  Islande

Championnats d'Europe
- Médaille d'or au Championnat d'Europe 1994,  Portugal
- 4e place au Championnat d'Europe 1996,  Espagne

### Distinctions individuelles
- Élu meilleur pivot des Jeux olympiques de 1992[3]